# Harry Weibull
Harry Walfrid August Weibull (i riksdagen kallad Weibull i Weibullsholm), född 13 december 1875 i Landskrona församling, död 14 januari 1946 i Landskrona församling son till godsägare Walfrid Weibull.
Harry Weibull genomgick Landskrona läroverk 1884–1890 och utbildade sig inom köpmansyrket 1890–1896. Han blev kommersiell ledare av den av fadern grundade firman W. Weibull i Landskrona 1896, medinnehavare där 1904 och efter brodern Walter Weibull direktör för firman W. Weibull med Weibullsholms växtförädlingsanstalt 1911. I sambarbete främst med bröderna Richard, John och William Weibull ledde han insiktsfullt företaget, som 1929 ombildades till aktiebolag med Harry Weibull som VD och styrelseordförande. Han lade ned ett stort arbete på att utveckla växtförädlingsanstalten, som från 1924 erhöll statsanslag. Genom betydande jordförvärv byggde Weibull upp en rad mönstergårdar knutna till anstalten. 1908–1941 var han ledamot av stadsfullmäktige i Landskrona, från 1927 som vice ordförande. 1915–1938 var han även ledamot av Malmöhus läns landsting. 1916 invaldes han i Lantbruksakademien och 1918 i Fysiografiska sällskapet i Lund. Från 1932 var han finländsk vicekonsul i Landskrona.
Han var direktör för W. Weibull AB och politiker. Ledamot av riksdagens andra kammare 1923-1924 och 1926-1932. Han tillhörde Lantmanna- och borgarpartiet.